# Rénier de Bourbon-Siciles
 (septembre 2008).
Si vous disposez d'ouvrages ou d'articles de référence ou si vous connaissez des sites web de qualité traitant du thème abordé ici, merci de compléter l'article en donnant les références utiles à sa vérifiabilité et en les liant à la section « Notes et références ».
Titre
Prétendant au trône des Deux-Siciles
7 janvier 1960 – 13 janvier 1973
(13 ans et 6 jours)
Rénier Marie Benoît Joseph Labre Gaëtan François Xavier Barbe Nicolas Toussaint de Bourbon, né le 3 décembre 1883 à Cannes et mort le 13 janvier 1973 à Roquebrune-sur-Argens, qui portait les titres de courtoisie de prince des Deux-Siciles et de duc de Castro, était le 5e fils d'Alphonse de Bourbon-Siciles et de Marie-Antoinette de Bourbon-Siciles.

## Biographie
Il obtint la nationalité française en 1904.
Marié en 1923 à Maria Karolina Franciszka Józefa Antonia Eustachia Konstancja Zamoyska, née le 22 septembre 1896 à Cracovie en Pologne et décédée le 9 mai 1968 à Marseille, fille du comte Andrzej Przemysław Konstanty Jan Władysław Zamoyski (1852-1927) et de la princesse Marie Caroline Joséphine Ferdinande de Bourbon-Siciles (1856-1941), ils eurent deux enfants : 
- Marie Carmen de Bourbon Deux-Siciles (13 juillet 1924 à Maciejowice - 20 novembre 2018[2]),

(Marie Carmen Caroline Antonie de Bourbon Deux-Siciles)
- Ferdinand de Bourbon Deux-Siciles, duc de Castro (28 mai 1926 à Maciejowice - 20 mars 2008 à Roquebrune-sur-Argens),

(Ferdinand Marie André Alphonse Marc de Bourbon Deux-Siciles)
∞ en 1949 avec Chantal Françoise Marie Camille de Chevron-Villette (10 janvier 1925, Le Cannet-des-Maures - 24 mai 2005, Suresnes), postérité,
Rénier de Bourbon s'est proclamé « chef de la famille royale des Deux-Siciles » de 1960 à 1973, ce qui était contesté par Alphonse de Bourbon puis par Charles de Bourbon, ses neveu et petit-neveu de la branche aînée.

## Titulature et décorations

### Titulature de courtoisie
- 3 décembre 1883 — 7 janvier 1960 : Son Altesse Royale Rénier de Bourbon, prince des Deux-Siciles
- 7 janvier 1960 — 13 janvier 1973 : Son Altesse Royale le duc de Castro

### Décorations dynastiques
Royaume de Bavière
| Ordre de Saint-Hubert | Grand-croix de l'ordre de Saint-Hubert |

 Royaume des Deux-Siciles
| Ordre de Saint-Janvier                                  | Grand-maître de l'illustre ordre royal de Saint-Janvier (7 janvier 1960)                                    |
| Ordre sacré et militaire constantinien de Saint-Georges | Grand-maître de l'ordre sacré et militaire constantinien de Saint-Georges (7 janvier 1960, abdique en 1966) |
| Ordre de Saint-Ferdinand et du Mérite                   | Grand-maître de l'ordre de Saint-Ferdinand et du Mérite (7 janvier 1960)                                    |
| Ordre de Saint-Georges de la Réunion                    | Grand-maître de l'ordre de Saint-Georges de la Réunion (7 janvier 1960)                                     |
| Ordre royal de François Ier                             | Grand-maître de l'ordre royal de François Ier (7 janvier 1960)                                              |

 Royaume d'Espagne
| Ordre de la Toison d'or | Chevalier de l'ordre de la Toison d'or (20 janvier 1919, renonce le 30 juin 1962), |
| Ordre de Charles III    | Grand-croix de l'ordre de Charles III (24 octobre 1905),                           |
| Ordre d'Alcántara       | Chevalier de l'ordre d'Alcántara                                                   |

 Royaume d'Italie
| Ordre suprême de la très sainte Annonciade | Chevalier de l'ordre suprême de la Très Sainte Annonciade |

 Ordre souverain de Malte
| Ordre souverain militaire hospitalier de Saint-Jean de Jérusalem, de Rhodes et de Malte | Bailli Grand-croix d'honneur et de dévotion de l'ordre souverain de Malte |